# Руаба, Тауфик
Тауфик Руаба (фр. Taoufik Rouabah; 6 мая 1970, Алжир) — алжирский футбольный тренер.

## Карьера
Тауфик начал тренерскую карьеру в 2011 году в алжирском клубе «Мулудия» из города Саида, где проработал лишь полгода, проведя лишь 19 матчей. Затем, в феврале 2012 года он стал тренером клуба «КА Батна», но проработал там до 30 июня того же года, и покинул команду. Спустя некоторое время Руаба возглавил «Бордж-Бу-Арреридж». Позже Тауфик вернулся в «Батну», но надолго там не задержался, и в 2013 году ему был доверен пост главного тренера саудовского клуба «Аль-Таавун», однако, он пробыл на этой должности лишь один сезон.
Летом 2018 года был кандидатом на пост главного тренера «Белуиздада», но в итоге ему предпочли Тахара Шерифа Эль-Уаззани.